# За военна заслуга
„За военна заслуга“ заедно с ордените „За гражданска заслуга“ и „Мадарски конник“ е третият по старшинство в наградната система на Република България.

## История
Учреден с Княжески рескрипт до Канцлера на Българските ордени на 18 май 1900 г. в знак на особено благоволение на Монарха към храбрата армия. По същество това е Орденът орден „За гражданска заслуга“, но преработен за военни лица, същото обяснение се съдържа и в самия рескрипт. Орденът са дава на военни лица за непорочна служба и извънредни заслуги. Учреден е в шест степени, а през 1933 г. е въведена и степента Велик кръст.
Орденът има формата на пизански кръст, раменете на който са покрити с червен емайл. Между тях са поставени два меча обърнати с остриетата нагоре. В центъра на аверса е поставен вензелът на учредителя – Княз Фердинанд I, а наоколо, в емайлиран в зелено пръстен, надписът / ЗА ВОЕННА ЗАСЛУГА /. Аверсът повтаря същия на орден „За гражданска заслуга“, но с бял пръстен. Увенчан е с Царска корона с пуснати кисти надолу.
Във време на война външният му вид търпи леки изменения върху раменете на кръста е поставен лавров венец, а пръстенът около вимпела е в бял емайл.
Великият кръст се носи на широка жълта лента с черни и бели кантове в края – цветовете на Сакс-Кобург-Готската династия. Степените от четвърта до шеста се носят на малка триъгълна лента на дясната гръд.
След 9 септември 1944 г. лентата е заменена от тази на ордена „За гражданска заслуга“, вензелът на Цар Фердинанд е премахнат, като на негово място е поставен българския трикольор. През петдесетте години на ХХ век е отменен. Възстановен е през 2004 г. в две степени.

## Степени на ордена в Царство България
- I степен, Велик кръст

Награждават се висши държавни служители и военни. Носи се на шарф през рамо.
- II степен, Голям офицерски кръст

Награждават се изключително генерали. Прилича на кръста I степен, но има размер 63 мм. Носи се на лента за шия.
- III степен, Командирски кръст

За награждаване на командири на полкове (полковници и подполковници). Външно напомня на кръста II степен и има диаметър от 54 до 63 мм. Няма звезди. Носи се на лента за шия.
- IV степен, Офицерски кръст

За награждаване на майори, щабни офицери и капитани – ротни командири. По външен вид прилича на кръста III степен, но е по-малък по размер – от 48 до 51 мм. Носи се на жълто-черно-бяла триъгълна лента с розетка – в мирно време, а по време на война – с военни отличия и на лентата на ордена „За храброст“ без розетки.
- V степен, Кавалерски кръст

За награждаване на ротни и взводни командири до чин капитан, опълченци, доброволци в Сръбско-българската война, Балканските войни и др. Има размери от 48 до 51 мм. В това отношение не се различава от кръста IV степен, но е изработен изцяло от посребрен метал (с изключение на емайлираните детайли). Друга разлика от кръста IV степен е отсъствието на розетки на лентата. Съществуват емисии както с корона, така и без. В мирно време се връчва на стандартната лента, а по време на война – с военни отличия във вид на лаврово венец от лицевата страна и на лентата на ордена „За храброст“.
- VI степен, Сребърен кръст

За награждаване на подофицери, опълченци, доброволци в Сръбско-българската война, Балканските войни и др. Изцяло е изработен от посребрен метал, без емайл, с корона или без корона (средната част също не е емайлирана). Диаметъра на кръста е 46 мм. Шестата степен на ордена няма емисия с военно отличие на лицевата страна на кръста. В мирно време се връчва на стандартната лента, а по време на война – на лентата на ордена „За храброст“.

- Орден 
 „За Военна Заслуга“ 
 I степен
- Орден 
 „За Военна Заслуга“ 
 III степен

## Република България
Орденът „За Военна заслуга“ е трети по старшинство в наградната система на Република България. Учреден е със „Закон за ордените и медалите на република България“ на 13 юни 2003 г. (обн.,ДВ, бр.54). Награждаването с орден „За военна заслуга“ е преимущество на Президента Република България.

## Статут
Чл.7.
(1) С ордена „За военна заслуга“ се награждават български и чужди граждани, които имат големи заслуги за развитието и укрепването на Българската армия, за участието в мироопазващи, миротворчески и хуманитарни операции, за дългогодишна и безупречна служба и принос за опазване на националната сигурност и обществения ред в Република България.

## Описание
(2) Орденът „За военна заслуга“ има една категория – с мечове, и три степени – първа, втора и трета:
1. първа степен:
а) златен кръст, покрит с емайл, на лицевата страна в средата – медальон със златен лъв и надпис „За военна заслуга“, на обратната страна – националният трибагреник с надпис „Република България“, мечове между раменете на кръста, тъмночервена лента; носи се през рамо;
б) звезда на ордена – върху златни лъчи златен кръст, покрит с емайл, в средата – медальон с лъв и надпис „За военна заслуга“; носи се на гърди;
2. втора степен – сребърен кръст, покрит с емайл, на лицевата страна в средата – медальон със златен лъв и надпис „За военна заслуга“, на обратната страна – националният трибагреник с надпис „Република България“, мечове между раменете на кръста, тъмночервена лента; носи се на шия;
3. трета степен – бронзов кръст, покрит с емайл, на лицевата страна в средата – медальон с лъв и надпис „За военна заслуга“, на обратната страна – националният трибагреник с надпис „Република България“, с мечове между раменете на кръста, тъмночервена лента; носи се на гърди.
(3) С орден „За военна заслуга“ се награждават:
1. с първа степен – висши офицери, генерали и адмирали, по изключение – и граждански лица;
2. с втора степен – старши офицери, полковници, подполковници, граждански лица, висши държавни служители на Министерския съвет и на организациите в системата на международната сигурност, видни учени в областта на военните науки, по изключение – и други лица с големи военни заслуги;
3. с трета степен – старши офицери, по изключение – младши офицери и граждански лица с военни заслуги.

## Награждаване
Чл.11
(1) Президентът на Република България награждава с ордени и медали.
(2) Предложения за награждаване с ордени и медали се правят от председателя на Народното събрание и от Министерския съвет въз основа на мотивирано предложение от съответните министри, от Българската академия на науките, от висшите училища, от Българския Червен кръст, от творчески съюзи, сдружения и други организации с нестопанска цел, както и от инициативни комитети на граждани.
(3) Предложения за награждаване на чужди граждани с ордени и медали се правят от министъра на външните работи.
(4) Предложения за награждаване на български военни лица се правят от министъра на отбраната.
(5) Предложенията за награждаване трябва да съдържат подробно описание на дейността на лицето и мотивирано предложение за награждаване.
Чл.12.
(1) Указите на Президента на Република България за награждаване с ордени и медали се приподписват съгласно чл.102, ал.2 от Конституцията на Република България.
(2) Указите на Президента на Република България за награждаване с ордени и медали се подпечатват с държавния печат и се обнародват в „Държавен вестник“.

## Орденски знаци
- Орден 
 „За Военна Заслуга Заслуга“ 
 I степен (аверс и реверс)
- Звезда на ордена 
 „За Военна Заслуга Заслуга“ 
 I степен (аверс)
- Орден 
 „За Военна Заслуга Заслуга“ 
 II степен (аверс и реверс)
- Орден 
 „За Военна Заслуга Заслуга“ 
 III степен (аверс и реверс)